# Педернера, Адольфо
Адо́льфо Альфре́до Педерне́ра Ассалини (исп. Adolfo Alfredo Pedernera Assalini; 15 ноября 1918, Авельянеда, Буэнос-Айрес — 12 мая 1995, Буэнос-Айрес) — аргентинский футболист, полузащитник и нападающий. Известен выступлениями за «Ривер Плейт» и «Мильонариос».

## Карьера

### Аргентина

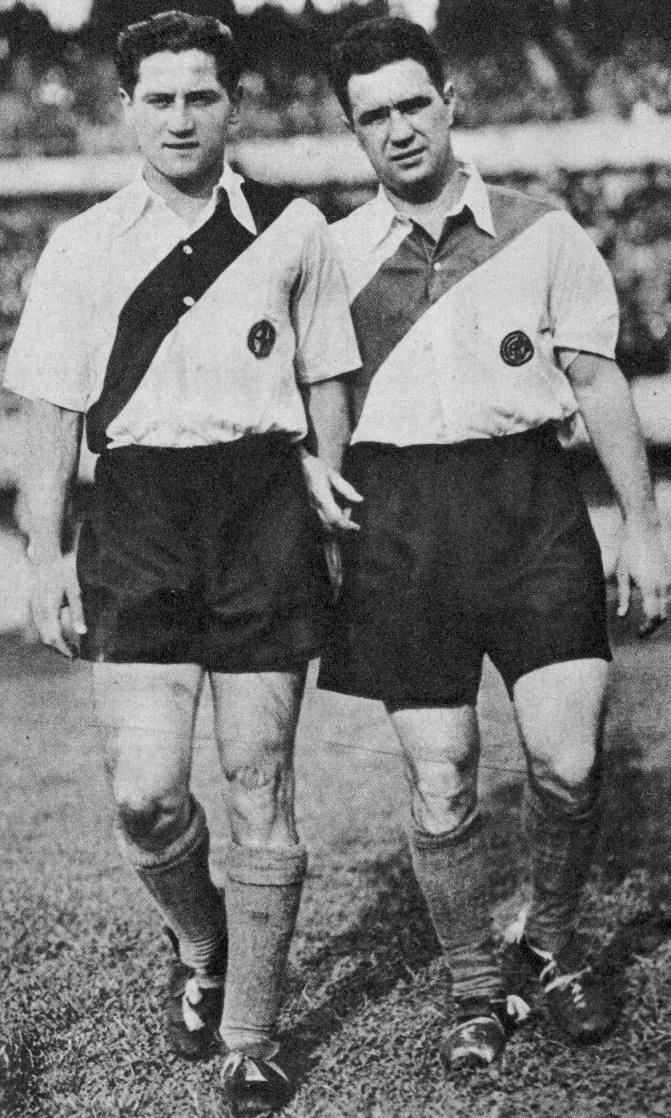
Педернера и Пеуселье

Адольфо Педернера родился в семье Арсенио Мануэля Педернеры и Розы Ассалини, помимо него в семье было три дочери, Фелиса, Арасели и Тесоро, и ещё один сын — Рауль. Педернера — воспитанник футбольной школы «Ривер Плейта». За основную команду начал играть уже в 16 лет. Педернера сразу обратил на себя внимание болельщиков, выделяясь на поле своим дриблингом.
Педернера начинал на позиции левого полузащитника, прекрасно взаимодействуя с партнерами по атакующей линии. Позже его поставили на позицию центрального нападающего, где его талант проявился только ярче. В те годы «Ривер» доминировал в национальном чемпионате. Помимо Педернеры в нём играли такие звезды, как Морено, Лабруна, Лоустау.
Но в 1946 году Педернера был продан за большие деньги в «Атланту» и в его бывшем клубе начался кризис. Через два года Адольфо перешёл в «Уракан».

### Скандал
Уровень зарплат в аргентинском футболе был сравнительно низок, футболистам платили немногим больше, чем простым рабочим. В то же время в Колумбии была образована новая лига — Димайор, не подчиняющаяся юрисдикции ФИФА, готовая платить игрокам большие деньги. Именно в неё, со скандалом, отправились играть многие аргентинские звезды, в том числе и Педернера.

### Колумбия
Педернера отправился играть в «Мильонариос», где вслед за ним появились и другие аргентинские звезды, в том числе и Альфредо Ди Стефано. Сыгравшись, они создали сильную команду, практически не знавшую себе равных в чемпионате. Но в 1954 году колумбийская карьера Педернеры закончилась. ФИФА запретила хозяевам клубов покупать игроков, не ставя её в известность. Все игроки возвращались в свои бывшие клубы, а те выплачивали колумбийцам неустойку. Педернера вернулся в «Уракан», где провел только три матча, после чего завершил карьеру.

### Тренер
Педернера-тренер работал с переменным успехом. В разные годы он тренировал «Индепендьенте», «Боку Хуниорс», который под его руководством провёл 49 матчей, из которых выиграл 23, 16 свёл вничью и 10 проиграл, «Насьональ» и другие известные клубы. Работал Педернера и со сборной Аргентины, но неудачно.

## Статистика
| Сезон | Команда     | Турнир  | Игры | Голы |
| ----- | ----------- | ------- | ---- | ---- |
| 1935  | Ривер Плейт | Примера | 2    | 0    |
| 1936  | Ривер Плейт | Примера | 28   | 6    |
| 1937  | Ривер Плейт | Примера | 32   | 12   |
| 1938  | Ривер Плейт | Примера | 28   | 12   |
| 1939  | Ривер Плейт | Примера | 21   | 7    |
| 1940  | Ривер Плейт | Примера | 26   | 16   |
| 1941  | Ривер Плейт | Примера | 21   | 13   |
| 1942  | Ривер Плейт | Примера | 24   | 23   |
| 1943  | Ривер Плейт | Примера | 26   | 15   |
| 1944  | Ривер Плейт | Примера | 27   | 6    |
| 1945  | Ривер Плейт | Примера | 29   | 11   |
| 1946  | Ривер Плейт | Примера | 24   | 9    |
| 1947  | Атланта     | Примера | 28   | 4    |
| 1948  | Уракан      | Примера | 17   | 2    |
| 1949  | Мильонариос | Димайор | 19   | 12   |
| 1950  | Мильонариос | Димайор | 24   | 4    |
| 1951  | Мильонариос | Димайор | 30   | 12   |
| 1952  | Мильонариос | Димайор | 1    | 1    |
| 1953  | Мильонариос | Димайор | 8    | 2    |
| 1954  | Уракан      | Примера | 24   | 9    |

## Достижения

### Как игрок

#### Командные
- Чемпион Аргентины (5): 1936, 1937, 1941, 1942, 1945
- Чемпион Южной Америки (2): 1941, 1946
- Чемпион Колумбии по футболу (3): 1949, 1951, 1952
- Обладатель Кубка Колумбии: 1953

#### Личные
- Лучший игрок чемпионата Южной Америки: 1946

### Как тренер
- Чемпион Колумбии по футболу (3): 1951, 1952, 1953
- Обладатель Кубка Колумбии: 1953
- Чемпион Аргентины: 1964
- Обладатель Малого Кубка мира: 1953 (февраль)